# Julius Benedict

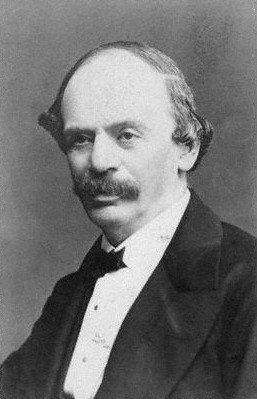
Julius Benedict.

Julius Benedict, född 27 november 1804 i Stuttgart, död 5 juni 1885 i London, var en tyskfödd engelsk kompositör och dirigent.
Benedict var lärjunge till Johann Nepomuk Hummel och Carl Maria von Weber, och tjänstgjorde först som kapellmästare i Wien och därefter en tid i Neapel. Han var från 1835 och fram till sin död verksam i England som dirigent vid ett flertal opera- och konsertföretag, men undantag för åren 1850-51, då han åtföljde Jenny Lind på hennes Amerikaresa. Benedict adlades 1871. Bland hans tonsättningar märks operan The Lily of Killarney, oratorier, kantater och två symfonier.